# Sahra Wagenknecht
Sahra Wagenknecht (n. 16 iulie 1969, Jena, RDG) este un om politic german, membru al Parlamentului European în perioada 2004-2009 din partea Germaniei. Din 2009 este membră a Bundestagului, aleasă în Renania de Nord-Westfalia din partea Die Linke (stânga comunistă). Din 2024 este copreședinte al noului partid Bündnis Sahra Wagenknecht.